# Dimitri Coin
Dimitri Coin (Treviso, 1º giugno 1970) è un politico italiano, dal 23 marzo 2018 deputato alla Camera per la Lega per Salvini premier.

## Biografia
È stato consigliere comunale di Morgano (TV) dal 1999 al 2014, eletto tra le liste della Lega Nord per cui ha ricoperto l'incarico di segretario provinciale di Treviso.
Alle elezioni politiche del 2018 viene candidato alla Camera dei deputati nel collegio uninominale Veneto 1 - 04 (Castelfranco Veneto), sostenuto dalla coalizione di centro-destra in quota Lega, dov'è eletto deputato con il 49,53% dei voti e superando i candidati del Movimento 5 Stelle Eva Liberalato (26,1%) e del centro-sinistra Matteo Favero (18,29%). Nella XVIII legislatura della Repubblica è stato membro della 3ª Commissione Affari esteri e comunitari, anche in sostituzione del sottosegretario alla Presidenza del Consiglio Giancarlo Giorgetti, della 13ª Commissione Agricoltura, della 14ª Commissione Politiche dell'Unione europea, della Commissione parlamentare Vigilanza RAI e della Commissione parlamentare d'inchiesta sul sistema bancario e finanziario, oltre a ricoprire, dal 22 giugno 2018, l'incarico di vice-capogruppo del gruppo parlamentare della Lega alla Camera.
È consigliere della Fondazione Italia USA.
Alle elezioni politiche anticipate del 2022 viene ricandidato alla Camera nel ridisegnato collegio uninominale Veneto 1 - 04 (Castelfranco Veneto), sostenuto dal centro-destra in quota leghista, venendo rieletto deputato con il 62,55% dei voti e superando nettamente più del triplo rispetto al principale candidato del centro-sinistra Giovanni Zorzi (18,11%). Nella XIX legislatura è componente della 3ª Commissione Affari esteri e comunitari, della Giunta delle elezioni, della delegazione italiana presso l'Assemblea parlamentare del Consiglio d'Europa e vice-capogruppo del gruppo parlamentare della Lega alla Camera.